# Арамбуру, Педро Эухенио
Педро Эухенио Арамбуру (исп. Pedro Eugenio Aramburu; 21 мая 1903 — 1 июня 1970) — аргентинский военный и государственный деятель, президент Аргентины в 1955—1958.

## Биография
Окончил Национальный военный колледж. В 1943 г. стал профессором Высшей Военной Школы (Escuela Superior de Guerra), в 1958 году ему было присвоено воинское звание генерал-лейтенанта.
Недовольный президентом Хуаном Пероном генералитет в 1950-х начал подготовку заговора по его устранению. Несколько попыток переворотов были подавлены верными главе государства военными.
В 1955 г. Арамбуру встал во главе первого этапа очередного заговора, однако в начале сентября отказался от командования мятежниками, мотивируя это слабостью сил. В итоге «Освободительную революцию», положившую конец эпохе «хустисиализма», возглавил Эдуардо Лонарди, позже ставший президентом страны. Его миротворческий подход в политике под лозунгом «Ни победителей, ни побеждённых!» привёл к тому, что он был устранён с поста главы государства де-факто менее чем через два месяца. В ноябре 1955 г. его сменил более жёсткий Педро Эухенио Арамбуру, в сентябрьских событиях остававшийся в тени. Начались преследования перонистов. Это привело к попытке восстания военных, которое было подавлено. Главу заговора Хуана Хосе Валье расстреляли.
В условиях экономического кризиса военная администрация Аргентины взяла очередной кредит, в итоге в конце апреля 1958 г. внешний долг превысил на 1,1 миллиарда долларов золотовалютные резервы страны.
Этот поворот нивелировал независимую внешнюю политику страны, поставив её в полную зависимость от США, параллельно с нарастающей зависимостью от МВФ. Режим Арамбуру в 1956 году осуществил разгосударствление банковских депозитов, и отменил конституционную реформу 1949, аннулировав Статью 40, которая устанавливало контроль государства над природными ресурсами.
В ночь на 9 июня 1956 началось военное восстание во главе с генералом Хуан Хосе Валье. Движение действовало в нескольких районах страны, но было быстро подавлено. В ходе боевых действий были убиты три повстанца (Блас Клосс, Рафаэль Фернандес и Бернардино Родригес).
В 1958 году военные вынуждены были передать власть гражданским политикам. В Аргентине состоялись президентские выборы, которые выиграл лидер радикалов Артуро Фрондиси.
На президентских выборах 1963 г. Арамбуру баллотировался на пост президента от партии «Союз аргентинского народа» (UDELPA), ведя кампанию под лозунгом — «Голосуй за UDELPA, и ОН не вернётся!» (имя в виду Перона). Однако на тех выборах Арамбуру занял только третье место.
Новый пик политической активности Арамбуру пришёлся на 1970 год, когда он начал готовить заговор против тогдашнего главы военного режима генерала Онгания. Однако 31 мая 1970 года он был похищен группой радикальных перонистов (впоследствии названных группой «Монтонерос»). Через два дня он ими был убит.